# Robert Nowosielski
Robert Nowosielski (ur. 7 czerwca 1961) – polski lekkoatleta, specjalizujący się w biegach średniodystansowych.

## Osiągnięcia
- Mistrzostwa Polski seniorów w lekkoatletyce
  - Grudziądz 1986 – brązowy medal w biegu na 800 m

## Rekordy życiowe
- bieg na 800 metrów
  - stadion – 1:49,32 (Mielec 1988)
- bieg na 1000 metrów
  - stadion – 2:24,92 (Warszawa 1983)
- bieg na 1500 metrów
  - stadion – 3:50,66 (Warszawa 1989)